# Taparella decolor
Taparella decolor är en insektsart som först beskrevs av Walker 1870.  Taparella decolor ingår i släktet Taparella och familjen Flatidae. Inga underarter finns listade i Catalogue of Life.